# قسم تاررود (مقاطعة دماوند)
قسم تاررود (بالإنجليزية: Tarrud Rural District)‏ هي قسم تقع في إيران في القسم المركزي. يقدر عدد سكانها بـ 5,661 نسمة .